# AGATA (associazione)
AGATA (acronimo di Lietuvos gretutinių teisių asociacija) è un'organizzazione non governativa non a scopo di lucro nata nel 1999. Dal 2011 rappresenta l'industria musicale della Lituania e i musicisti, interpreti, autori e compositori che ne fanno parte. AGATA è un membro associato dell'International Federation of the Phonographic Industry (IFPI).
Dal 28 settembre 2018 pubblica ogni settimana sul suo sito ufficiale la top 100 degli album e dei singoli più popolari a livello nazionale, basata su vendite e stream delle piattaforme Spotify, Deezer, Apple Music, iTunes, Google Play, Shazam e YouTube Music. Si occupa inoltre di organizzare i Muzikos asociacijos metų apdovanojimai, il principale riconoscimento musicale lituano.

## Album più venduti per anno
| Anno | Artista                   | Album                     | Note                      |                           |
| ---- | ------------------------- | ------------------------- | ------------------------- | ------------------------- |
| 2019 | Ariana Grande             | Thank U, Next             | [ 3 ]                     |                           |
| 2020 | OG Version                | Motyvacijos tikslai       | [ 4 ]                     |                           |
| 2021 | classifica non pubblicata | classifica non pubblicata | classifica non pubblicata | classifica non pubblicata |
| 2022 | Jessica Shy               | Apkabinti prisiminimus    | [ 5 ]                     |                           |
| 2023 | Jessica Shy               | Pasaka                    | [ 6 ]                     |                           |

## Singoli più venduti per anno
| Anno | Artista                   | Singolo                   | Note                      |                           |
| ---- | ------------------------- | ------------------------- | ------------------------- | ------------------------- |
| 2019 | Billie Eilish             | Bad Guy                   | [ 3 ]                     |                           |
| 2020 | classifica non pubblicata | classifica non pubblicata | classifica non pubblicata | classifica non pubblicata |
| 2021 | classifica non pubblicata | classifica non pubblicata | classifica non pubblicata | classifica non pubblicata |
| 2022 | Harry Styles              | As It Was                 | [ 5 ]                     |                           |
| 2023 | Jessica Shy               | Apkabink                  | [ 6 ]                     |                           |